# Chainsaw Man
Chainsaw Man (Nhật: チェンソーマン Hepburn: Chensō Man) là một bộ manga Nhật Bản do Fujimoto Tatsuki sáng tác và minh hoạ. Phần đầu của bộ truyện được đăng dài kỳ trên tạp chí shōnen Weekly Shōnen Jump của Shueisha từ tháng 12 năm 2018 đến tháng 12 năm 2020, trong khi phần hai bắt đầu được đăng dài kỳ trên tạp chí trực tuyến Shōnen Jump+ của Shueisha từ tháng 7 năm 2022. Các chương của bộ truyện được tổng hợp thành 14 cuốn tankōbon tính đến tháng 4 năm 2023. Truyện xoay quanh cậu thiếu niên nghèo Denji. Khế ước hợp nhất cơ thể mình với con quỷ có hình dạng giống chó tên Pochita mang lại cho Denji khả năng biến các bộ phận trên người cậu thành cưa máy. Cậu trở thành thợ săn quỷ dưới trướng Sở Trị an, một cơ quan chính phủ đảm nhiệm trọng trách chống lại loài quỷ nếu chúng đe dọa đến an ninh và trật tự của Nhật Bản.

Bìa Weekly Shōnen Jump ngày 1 tháng 1 năm 2019 với chương đầu tiên của Chainsaw Man

Ở Bắc Mỹ, manga được Viz Media mua bản quyền chuyển ngữ tiếng Anh cho cả hai phiên bản in và kỹ thuật số. Bộ truyện cũng được Shueisha xuất bản trên nền tảng trực tuyến Manga Plus. Tại Việt Nam, bộ truyện được mua bản quyền bởi Nhà xuất bản Trẻ, với tập đầu tiên được phát hành vào tháng 11 năm 2022. Một loạt anime truyền hình chuyển thể từ manga do MAPPA sản xuất đã khởi chiếu vào tháng 10 năm 2022.
Tính đến tháng 1 năm 2023, bộ truyện đã có hơn 23 triệu bản được lưu hành trên toàn thế giới. Năm 2021, manga giành giải Manga Shogakukan lần thứ 66 hạng mục shōnen cũng như giải Harvey hạng mục Truyện tranh xuất sắc nhất các năm 2021 và 2022. Nhìn chung, Chainsaw Man được các nhà phê bình đánh giá cao về lối kể chuyện và tuyến nhân vật, đồng thời họ cũng đặc biệt chú ý đến những phân cảnh bạo lực được khắc họa trong truyện.

## Nội dung

### Bối cảnh
Bộ truyện lấy bối cảnh ở một thế giới nơi Quỷ (悪魔 Akuma) được sinh ra từ nỗi sợ hãi của con người. Đa số những con quỷ đều nguy hiểm và độc ác, sức mạnh của chúng tỷ lệ thuận với nỗi kinh hoàng mà chúng gieo rắc. Tuy nhiên, con người có thể lập khế ước với Quỷ để sử dụng sức mạnh của chúng. Những người chuyên săn lùng và sử dụng chúng được gọi là Thợ săn Quỷ (デビルハンター Debiru Hantā). Quỷ có nguồn gốc từ Địa ngục và tồn tại trong một vòng tuần hoàn giữa trần gian và địa ngục, chúng đến trần gian sau khi bị giết ở địa ngục và ngược lại. Địa ngục là nơi cư ngụ của những con quỷ có tên Nỗi sợ Nguyên thủy với sức mạnh khủng khiếp và chưa từng bị đánh bại. Ranh giới giữa hai thế giới được cho là do Quỷ Địa ngục (地獄の悪魔 Jigoku no Akuma) kiểm soát.
Trong những điều kiện nhất định, Quỷ có thể chiếm lấy cơ thể của một người đã chết và khôi phục lại một số ký ức cũng như tính cách của họ. Chúng được gọi là Quỷ nhân (魔人 Majin). Những con quỷ vốn sở hữu hình dạng giống người thường lành tính và có ích với con người.
Các sự kiện trong truyện diễn ra vào năm 1997, trong một dòng thời gian có nhiều điểm khác với hiện thực lịch sử: Liên Xô vẫn tồn tại, còn nhiều sự kiện như cuộc diệt chủng Holocaust, đại dịch AIDS và vũ khí hạt nhân đã bị xóa sổ khỏi lịch sử nhân loại và vĩnh viễn không còn tồn tại do Quỷ Cưa đã ăn những con quỷ đó, chỉ còn một nhóm những con quỷ rất mạnh có tên Tứ Kỵ sĩ là còn kí ức về những gì đã xảy ra. Tương tự, trên thế giới không diễn ra bất kì một cuộc chiến nào kể từ sau Chiến tranh thế giới thứ nhất vì Quỷ Chiến tranh đã bị suy yếu đến mức dấu vết chiến tranh chỉ còn tồn tại trong văn hóa đại chúng và phương tiện truyền thông.

### Cốt truyện

#### Phần 1 – Hồi Sở Trị an
Denji là một cậu trai trẻ sống trong cảnh nghèo đói, phải làm thợ săn quỷ để kiếm tiền trả khoản nợ mà người cha đã mất của cậu vay đám yakuza. Cậu nuôi Pochita, một con quỷ có hình dạng giống chó. Bị tên yakuza phục kích, Denji biến thành một sinh vật nửa người nửa quỷ nhờ lập khế ước với Pochita, với điều kiện cậu phải cho Pochita thấy những ước mơ của mình. Denji gặp Makima, một nhân vật cấp cao đến từ Sở Trị An. Được cô thuyết phục gia nhập hàng ngũ thợ săn quỷ, Denji đồng ý và trở thành bạn đồng hành với Aki và Power, một quỷ nhân. Makima hứa với Denji sẽ thực hiện bất kì mong muốn nào của cậu nếu cậu giết được Quỷ Súng, thủ phạm của vụ thảm sát khủng khiếp nhất trong lịch sử nhân loại.
Nhóm Denji chạm trán với quỷ lai Katana Man, tên yakuza đã lấy đi mạng sống của nhiều thợ săn quỷ. Denji và Power nhận huấn luyện từ Kishibe, một thợ săn quỷ lão làng. Aki lập khế ước với Quỷ Tương lai, qua đó nhận được dự báo về một "cái chết khủng khiếp" đang chờ đợi anh. Đội săn quỷ mở một cuộc phản công chống lại Katana Man và bắt giữ hắn ta.
Không lâu sau đó, Denji bắt đầu một mối quan hệ lãng mạn với Reze. Danh tính thực sự của cô là Quỷ Bom, một điệp viên mà Liên Xô cử đến để cướp lấy trái tim của Chainsaw Man. Sau trận chiến giữa hai người, Reze đang trên đường đến gặp Denji thì bị tấn công bởi Makima. Cuộc chiến của Denji với Quỷ Bom đã khiến cả thế giới biết đến sự tồn tại của cậu.
Hàng loạt nhóm sát thủ nước ngoài nhắm vào Denji, trong đó có Quanxi, Santa Claus, ba anh em người Mỹ, một phụ nữ người Nga và cậu học trò Tolka. Do đó, cậu được đặt trong sự bảo vệ nghiêm ngặt. Sau hàng loạt cuộc đối đầu giữa các phe, sư phụ của Tolka tiết lộ mình là Santa Claus thực sự và đưa tất cả mọi người xuống Địa ngục, nơi họ bị Quỷ Bóng tối tấn công. Makima đưa cả nhóm từ Địa ngục trở về và Quanxi, lúc này được tiết lộ là quỷ lai, giúp Denji đánh bại Santa Claus.
Makima tiết lộ với Denji rằng thực chất Quỷ Súng là một tài sản địa chính trị và các phần của nó bị nhiều phe phái kiểm soát. Tổng thống Hoa Kỳ ra lệnh cho Quỷ Súng tấn công Nhật Bản và tiêu diệt Makima. Makima được tiết lộ là Quỷ Chi phối, cô đối đầu với Quỷ Súng và giành chiến thắng. Quỷ Súng chiếm lấy cơ thể của Aki, biến anh thành một quỷ nhân và tấn công Denji. Cậu được dân thường giúp đỡ và đánh bại đối thủ. Sau cái chết của Aki, Denji chìm trong tuyệt vọng và chán nản. Makima tỏ ra vỗ về an ủi cậu nhưng ra tay tàn nhẫn với Power.
Bị Kishibe phục kích, Makima yêu cầu Chainsaw Man cứu mình. Pochita kiểm soát cơ thể của Denji, bộc lộ hình dạng thật và bỏ chạy. Makima giải thích mục đích của cô: sử dụng sức mạnh của Pochita để tạo ra một thế giới không có khổ đau; cô cũng đã lập khế ước với chính phủ để trở nên bất tử. Makima chiến đấu với Chainsaw Man bằng cách sử dụng những quỷ lai bị tẩy não và giành chiến thắng. Tuy nhiên, Power hồi sinh dưới dạng Quỷ Huyết từ phần máu của mình còn sót lại trong người Denji và giúp Chainsaw Man trốn thoát. Power giúp Denji lấy lại động lực sống và yêu cầu Denji hứa sẽ đi tìm cô khi cô tái sinh trong Địa ngục.
Được tiếp thêm động lực từ sự ủng hộ của công chúng, Denji đối đầu với Makima và đánh bại cô, sau đó làm thịt Makima. Kishibe tiết lộ với cậu rằng Quỷ Chi phối tái sinh dưới hình dạng một cô bé có tên là Nayuta. Ông nhờ Denji chăm sóc cô; trong mơ, Denji nhận được sự ủng hộ của Pochita. Denji sau đó đi học trung học và tiếp tục chiến đấu chống lại loài quỷ.

#### Phần 2
Phần thứ hai giới thiệu Mitaka Asa, một học sinh trung học hướng nội đang theo học tại trường Trung học Fourth East. Một ngày nọ, lớp của cô ấy được thầy giáo giới thiệu với Bucky, một con quỷ gà và theo lời ông, sau ba tháng, và cả lớp có quyền lựa chọn giết hoặc tha cho nó. Ba tháng sau, cả lớp đã lựa chọn tha thứ cho Bucky vì đã trở nên gắn bó với nó. Bucky khuyến khích Asa trở nên hòa nhập hơn, nhưng Asa đã vô tình giết nó do ngã đè lên trong lúc bế. Sau đó, cô ta phải đối mặt với một học sinh đã lập khế ước với Quỷ Công lý và bị giết. Asa được hồi sinh bằng lập khế ước với Quỷ chiến tranh và nhân cách quỷ kia được gọi là Yoru. Asa tìm cách tìm và tiêu diệt Chainsaw Man khi cô và Yoru có những mục tiêu khác nhau: Asa muốn Yoru rời khỏi cơ thể của mình trong khi Yoru muốn đòi lại Quỷ hạt nhân từ Pochita. Để tìm Chainsaw Man, họ tham gia Câu lạc bộ Thợ săn quỷ của trường, nơi họ hợp tác với Yoshida Hirofumi - một thợ săn quỷ tư nhân từ một tổ chức chưa xác định và Yuko - một học sinh thân thiện đã trở thành bạn của cô.
Trong khi đó, Denji đã thích nghi với cuộc sống mới của mình với tư cách là một học sinh trung học bình thường và cũng đang theo học tại Four East, đồng thời sử dụng danh tiếng siêu anh hùng mới nổi của mình với cái tên Chainsaw Man để thu hút thêm càng nhiều phụ nữ xung quanh mình. Yoshida, người trước đây đã hỗ trợ Denji, đã theo dõi anh ta trong một nhiệm vụ chưa xác định. Tuyệt vọng đến mức muốn có bạn gái, Yoshida đã giới thiệu Denji với Asa, người ngay lập tức đã không tin Denji khi anh cố gắng thuyết phục cô rằng anh ta chính là Chainsaw Man. Asa phát hiện ra rằng Yuko đã lập khế ước với Quỷ công lý và lên kế hoạch thay mặt Asa trả thù tất cả những ai đã bắt nạt cô.

## Sản xuất
Tác giả Fujimoto Tatsuki luôn mong muốn được đăng dài kỳ trên Weekly Shōnen Jump dù tác phẩm của anh nặng tính bạo lực và mang nhiều yếu tố hài đen. Dẫu vậy, Fujimoto lo ngại tác phẩm của mình sẽ "chìm nghỉm" nếu như anh cố gắng tạo ra một manga "đậm chất Jump ", vậy nên vị tác giả đã cố gắng giữ lại thật nhiều những nét đặc trưng trong phong cách sáng tác của mình, chỉ còn cấu trúc truyện và tuyến nhân vật là vẫn mang phong cách Jump. Anh chia sẻ rằng đã có một số bản vẽ phải bị loại bỏ trong quá trình phác thảo, nhưng anh hoàn toàn nắm quyền chủ động trong việc kiểm soát tính logic của bộ truyện. Mặc dù bộ truyện đã gặt hái nhiều thành công khi xuất hiện trên tờ Weekly Shōnen Jump, Fujimoto chia sẻ lý do phần thứ hai của bộ truyện được chuyển sang phát hành trực tuyến trên Shōnen Jump+ là vì anh muốn độc giả có cái nhìn hoàn toàn mới về phần truyện này so với phần đầu tiên.
Fujimoto tiết lộ đã lấy cảm hứng từ nhiều tác phẩm khác nhau. Trong quá trình thực hiện Chainsaw Man, Fujimoto chia sẻ rằng mặc dù rất bận nhưng anh vẫn cố dành thời gian xem nhiều thứ mới mẻ nhất có thể và vay mượn thật nhiều ý tưởng từ những gì mình đã xem. Anh nhận mình là một người hâm mộ của bộ ba phim Kizumonogatari (2016) và trận chiến cuối cùng trong loạt phim này đã truyền cảm hứng cho trận chiến cuối cùng trong phần đầu của Chainsaw Man. Anh cũng mô tả bộ truyện như một phiên bản "tinh quái" của FLCL và "dễ hiểu" của Abara. Nhiều yếu tố trong truyện đã được Fujimoto lên kế hoạch ngay từ đầu, số khác lại được thêm vào trong quá trình bộ truyện phát triển. Anh không có ý định dùng những từ ngữ cảm động và những chi tiết mà bản thân cảm thấy "sai sai" để tạo cao trào, đồng thời anh cũng đã để lấp lửng nhiều chi tiết của truyện để thuận tiện hơn cho việc phát triển phần hai.
Khi bộ truyện mới được thông báo chuyển thể thành anime, Fujimoto chia sẻ rằng anh đã trò chuyện với những người đảm nhiệm trọng trách này và cảm thấy thoải mái khi giao lại mọi thứ cho họ. Khi thông báo chuyển thể anime chính thức được công bố, Fujimoto đưa ra bình luận: "Chainsaw Man cứ như thể là một bản sao của Dorohedoro và Chú thuật hồi chiến vậy, và studio của hai tác phẩm này sẽ chuyển thể Chainsaw Man thành anime ư!? Còn gì để bàn nữa! Xin hãy triển ngay và luôn đi!" Shihei Lin, biên tập viên của manga, cho biết Fujimoto đã tham gia rất nhiều vào quá trình sản xuất bộ anime: "Fujimoto-san đã xem qua tất cả các bản trình bày dự án, mạch dẫn truyện, kịch bản và thậm chí cả các bảng phân cảnh của Chainsaw Man. Anh ấy sẽ vẫn tiếp tục bắt tay sát sao với đội ngũ thực hiện anime của MAPPA." Nhà sản xuất của MAPPA, Kimura Makoto cũng cho biết rằng Fujimoto còn được tham gia cả vào quá trình tuyển diễn viên lồng tiếng, lên các kế hoạch cũng như lựa chọn âm nhạc, bởi lẽ đội ngũ thực hiện anime muốn tái hiện tối đa tầm nhìn của manga, trong đó bao gồm cả yếu tố bạo lực và máu me. MAPPA đã chủ động tiếp cận Shueisha để trình bày về dự án chuyển thể.

## Phương tiện truyền thông

### Manga
Chainsaw Man do Tatsuki Fujimoto sáng tác kiêm minh họa. Phần đầu của bộ truyện, "Hồi Sở Trị an" (公安編 Kōan-hen), được đăng dài kỳ trên tạp chí shōnen manga Weekly Shōnen Jump của nhà xuất bản Shūeisha từ ngày 3 tháng 12 năm 2018 đến ngày 14 tháng 12 năm 2020; phần hai được thông báo sẽ ra mắt trên tạp chí trực tuyến Shōnen Jump+ của Shueisha. Ngày 19 tháng 12 năm 2020, phần hai có tên "Hồi Trường học" (学校編 Gakkō-hen) được thông báo sẽ có nội dung xoay quanh việc Denji đến trường và bắt đầu được đăng dài kỳ từ ngày 13 tháng 7 năm 2022. Shueisha đã tổng hợp các chương truyện thành những cuốn tankōbon riêng lẻ. Tập đầu tiên ra mắt vào ngày 4 tháng 3 năm 2019. Tính đến ngày 4 tháng 7 năm 2025, đã có 21 tập được phát hành.
Ở Bắc Mỹ, Viz Media cho ra mắt hai chương đầu tiên của bộ truyện trên tạp chí trực tuyến Weekly Shonen Jump như một phần của "Jump Start", chiến dịch phát hành một vài chương đầu của hầu hết các tác phẩm mới ra mắt trên tờ Weekly Shōnen Jump của Nhật. Viz chuyển sang phát hành bộ truyện trên nền tảng kỹ thuật số Shonen Jump thay cho Weekly Shonen Jump đã dừng hoạt động. Shūeisha đồng thời cũng xuất bản bộ truyện bằng tiếng Anh trên trang web và ứng dụng Manga Plus từ tháng 1 năm 2019. Tháng 2 năm 2020, Viz  thông báo về việc phát hành bản in và kỹ thuật số của manga. Viz đăng tải một đoạn trailer chính thức cho manga với phần nhạc nền là opera có octan cao. Tập đầu tiên ra mắt vào ngày 6 tháng 10 năm 2020. Tính đến ngày 7 tháng 6 năm 2022,  đã có 11 tập truyện bản tiếng Anh được phát hành.
Manga cũng được mua bản quyền tại Pháp bởi Kazé, tại Ý, Mexico và Brazil bởi Panini, tại Tây Ban Nha bởi Norma Editorial, tại Thái Lan bởi Siam Inter Comics, tại Ba Lan bởi Waneko, tại Đức bởi Egmont Manga, tại Argentina bởi Editorial Ivrea, tại Đài Loan bởi Nhà xuất bản Tong Li, tại Hàn Quốc bởi Nhà xuất bản Haksan, tại Nga bởi Azbooka-Atticus và tại Việt Nam bởi Nhà xuất bản Trẻ.

### Anime
Vào ngày 14 tháng 12 năm 2020, bộ manga được thông báo chuyển thể thành series anime truyền hình do MAPPA sản xuất. Bộ anime được giới thiệu trên sân khấu tại Jump Festa '21 trong chuỗi giới thiệu của Jump Studio được tổ chức trực tuyến vào ngày 19 và 20 tháng 12 năm 2020. Trailer đầu tiên của bộ anime đã được trình chiếu tại sự kiện "MAPPA Stage 2021 - 10th Anniversary", được tổ chức vào ngày 27 tháng 6 năm 2021. Anime do Ryū Nakayama (đạo diễn) và Makoto Nakazono (tổng đạo diễn tập phim) chỉ đạo, với kịch bản được đảm nhiệm bởi Hiroshi Seko, của Kazutaka Sugiyama phụ trách thiết kế nhân vật và Kiyotaka Oshiyama phụ trách thiết kế quỷ. Tatsuya Yoshihara đảm nhận vai trò đạo diễn hành động và Yūsuke Takeda đảm nhận chỉ đạo nghệ thuật. Naomi Nakano là họa sĩ chỉnh màu chính và Yohei Miyahara là đạo diễn hinh ảnh. Phần âm nhạc được sáng tác bởi Kensuke Ushio. Series dự kiến khởi chiếu vào tháng 10 năm 2022 trên TV Tokyo và các nền tảng khác. Crunchyroll đã được cấp phép phát sóng series bên ngoài lãnh thổ châu Á và sẽ phát hành bản lồng tiếng Anh. Medialink được cấp phép phát sóng tại Châu Á - Thái Bình Dương.

#### Phim
Vào ngày 17 tháng 12 năm 2023, tại sự kiện Jump Festa '24, bộ phim anime có tựa đề Chainsaw Man – The Movie: Reze Arc chính thức được công bố.

#### Âm nhạc
Phần âm nhạc của loạt phim được sáng tác bởi Ushio Kensuke. Soundtrack EP đầu tiên (cho tập 1–3), ra mắt vào ngày 26 tháng 10 năm 2022, EP thứ hai (cho tập 4–7) ra mắt vào ngày 23 tháng 11 EP thứ ba (cho tập 8–12) ra mắt vào ngày 28 tháng 12. Album soundtrack gốc mang tên Chainsaw Man Original Sound track Complete Edition - chainsaw edge fragments -, ra mắt vào ngày 23 tháng 1 năm 2023. Bài hát chủ đề mở đầu là "Kick Back" bởi Kenshi Yonezu, từng tập phim có bài hát chủ đề kết thúc khác nhau.

### Kịch
Vào ngày 29 tháng 12 năm 2022, kịch sân khấu chuyển thể từ series được công bố và được đạo diễn, biên kịch bởi Matsuzaki Fumiya, trình diễn tại Tokyo và Kyoto từ tháng 9 tới tháng 10 năm 2023.

### Tiểu thuyết
Tiểu thuyết có tựa đề Chensō Man Badi Sutōrīzu (チェンソーマン　バディ・ストーリーズ), được viết bởi Sakaku Hishikawa, với phần minh họa của Fujimoto Tatsuki, được xuất bản vào ngày 4 tháng 11 năm 2021. Tiểu thuyết kể về ba câu chuyện tập trung vào chủ đề "bạn thân" giữa Power và Denji, Kishibe và Quanxi trong quang thời gian họ làm cộng sự, và Himeno và Aki trong khoảng thời gian họ gặp nhau lần đầu.

### Phương tiện truyền thông khác
Good Smile Company đã phát hành các mô hình Nendoroid dựa trên các nhân vật trong bộ truyện vào tháng 10 năm 2021, bao gồm Denji, Pochita và Power.
Một cuộc triển lãm mang tên "Triển lãm manga Chainsaw Man" đã diễn ra tại khu trưng bày Space Hachikai trong Tower Records, Shibuya từ ngày 12 tháng 6 đến ngày 4 tháng 7 năm 2021.

## Tiếp nhận
Bộ truyện xếp thứ 4 trong danh sách manga hay nhất năm 2020 dành cho độc giả nam Kono Manga ga Sugoi! của Takarajimasha, và đứng đầu danh sách năm 2021. Trong danh sách Manga hay nhất 2020 Kono Manga wo Yome! của tạp chí Freestyle, bộ truyện được xếp hạng 12, và xếp hạng 16 cùng với Thanh gươm diệt quỷ trong danh sách năm 2021. Bộ truyện xếp hạng 2 sau Spy × Family, trong "Bộ truyện tranh được đề xuất bởi nhân viên nhà sách trên toàn quốc năm 2020" của nhà sách trực tuyến Honya Club. Vào năm 2020, bộ truyện xếp hạng 10 trong cuộc bình chọn "Mong muốn được chuyển thể Anime nhất" do AnimeJapan thực hiện. Bộ truyện xếp thứ 45 trong bảng xếp hạng "Sách của năm" năm 2020 do tạp chí Da Vinci bình chọn, xếp thứ 43 trong danh sách năm 2021. Trong cuộc bình chọn Manga Sōsenkyo năm 2021 của TV Asahi, trong số 150.000 người bình chọn cho 100 bộ truyện tranh yêu thích nhất của họ, Chainsaw Man xếp hạng 58. Bộ truyện đã đứng thứ 12 trong Giải thưởng xu hướng hàng năm của Twitter Nhật Bản vào năm 2021 dựa trên các chủ đề thịnh hành nhất của mạng xã hội này trong năm.

#### Doanh thu
Tính đến tháng 8 năm 2020, bộ manga đã đạt mốc 3 triệu bản in, 4.2 triệu bản in vào tháng 10 năm 2020, hơn 5 triệu bản in vào tháng 12 năm 2020, hơn 6,4 triệu bản in vào tháng 1 năm 2021; hơn 9,3 triệu bản in vào tháng 3 năm 2021; hơn 11 triệu bản in vào tháng 6 năm 2021; hơn 12 triệu bản in vào tháng 12 năm 2021; hơn 13 triệu bản in vào tháng 6 năm 2022; hơn 15 triệu bản in vào tháng 8 năm 2022; hơn 16 triệu bản in vào tháng 9 năm 2022; hơn 18 triệu bản in vào tháng 10 năm 2022; hơn 20 triệu bản in vào tháng 11 năm 2022; hơn 23 triệu bản in vào tháng 1 năm 2023.
Chainsaw Man là loạt manga bán chạy thứ 5 trong nửa đầu 2021 (giai đoạn từ tháng 10 năm 2020 đến tháng 5 năm 2021), với doanh thu 4 triệu bản in. Trong năm 2021, bộ truyện đứng thứ 7 trong danh sách manga bán chạy nhất với doanh thu 5 triệu bản.
Tại Bắc Mỹ, Chainsaw Man xếp trong top 20 tiểu thuyết tranh hàng tháng của NPD BookScan từ năm 2020, xếp trong danh sách Sách tranh và Manga bán chạy nhất tháng của The New York Times từ 2021. Theo ICv2, Chainsaw Man là thương hiệu manga bán chạy nhất mùa thu 2021 (tháng 9-12) tại Mỹ, đứng thứ ba trong "những thương hiệu manga năng suất cao" cho các nhà sách bán lẻ dựa trên tính toán của trang web về số tập bán ra cao nhất mỗi tập truyện của các thương hiệu. Theo NPD BookScan, 3 tập đầu tiên của Chainsaw Man nằm trong top 20 các tập mâng bán chạy nhất 2021. Tập đầu tiên bán được 18,000 bản in tại Mỹ trong năm 2020, 8 tập tiếp theo bán được 623,000 bản in trong năm 2021.

#### Đánh giá chuyên môn
Chainsaw Man nhìn chung được đón nhận bởi giới chuyên môn. James Beckett của Anime News Network cho tập đầu tiên điểm B+. Beckett bình luận: "[Chainsaw Man] mang yếu tố ngờ nghệch, lập dị, đen tối pha chút kỳ quái, vốn là sự kết hợp mà tôi yêu thích trong các tác phẩm," đồng thời cũng khen ngợi cách xây dựng thế giới và phát triển nhân vật hấp dẫn. Ông cũng nhận xét thêm rằng tập này "nhận được nhiều thiện chí bởi độ máu me được khắc họa một cách nghiêm túc nhưng lại quyến rũ một cách đáng ngạc nhiên." Nicholas Dupree tới từ cùng trang web nhận xét: "đó là một trải nghiệm mang cảm giác kỳ lạ, khó đoán và không thể phủ nhận dù yêu hay ghét, không có gì khác hoàn toàn giống như bộ truyện này." Hannah Collins của Comic Book Resources gave the series a positive review, stating: "Chainsaw Man mang trong mình tất cả điểm nổi bật của một series hành động siêu nhiên tiêu chuẩn, nhưng càng tĩnh lặng bấy nhiêu thì bộ truyện lại càng đen tối." Julia Lee của Polygon cũng cho đánh giá tích cực về bộ truyện, nhận xét: "Chainsaw Man được coi là một trong những bộ truyện mới hay nhất của Shonen Jump. Hình ảnh chiến đấu bạo lực, kết hợp với một câu chuyện độc đáo và hài hước về ác quỷ đã tạo nên một bộ truyện tranh tuyệt vời." Sheena McNeil của Sequential Tart cho tập đầu tiên điểm 9/10. McNeil nói: "Tôi đã nghĩ mình sẽ thích manga này. Tôi rất vui vì mình đã sai!" Cô viết rằng bộ truyện có các yếu tố tương tự từ Army of Darkness, Devilman, Dorohedoro và lấy nguồn cảm hứng từ nhiều bộ truyện săn quỷ khác nhau, cùng với đó là gợi ý bộ truyện này cho những người hâm mộ những tác phẩm đó.
Anna Neatrour của Manga Report cho đánh giá tích cực về tập đầu tiên, gọi những phân cảnh chiến đấu với quái vật "đầy máu me", khiếu hài hước thì "đầy thú vị" và gọi Denji là "người anh hùng bị tổn thương sâu sắc nhưng lại có sức mạnh đầy tiềm năng." Nhận xét về tập đầu tiên, Danica Davidson của Otaku USA cho rằng bộ truyện "hơi rùng rợn" và "hết sức kỳ lạ", tuy nhiên cũng nói thêm rằng đây là "một bộ shonen hành động đẫm máu, gợi được sự đồng cảm qua sự kỳ lạ của nó và trở nên thành công trong Nhật Bản." Sau khi đọc kĩ bộ truyện, Katherine Dacey của The Manga Critic bình luận rằng cô đọc hết truyện với "sự tôn trọng miễn cưỡng đối với sự sáng tạo có phần lố bịch, thái quá của Fujimoto, nhưng lại đem lại sự thích thú và khiến cô mềm lòng. Suy nghĩ cũng có thể thay đổi." Ian Wolf của Anime UK News cho tập đầu tiên là 6/10. Wolf đã viết rằng đặc điểm chính của bộ truyện là các phân cảnh hành động, nhưng chỉ trích cách viết thiếu chiều sâu và đi đến kết luận: "Chainsaw Man vẫn còn một số điều cần phải làm và hy vọng sẽ có thể phát triển tốt từ khởi đầu đầy hứa hẹn."
Phong cách nghệ thuật của Fujimoto được khen ngợi. Collins dành lời khen cho nét vẽ của Fujimoto và nhận xét rằng "nét vẽ dày cho từng nhân vật và những khung hình lặng đã gột tả phần nào các góc độ của thế giới trong truyện." Dupree ca ngợi phong cách vẽ của bộ truyện và nhấn mạnh "một khi Ác quỷ trong truyện trở nên mạnh hơn, trí tưởng tượng của tác giả trong cách kể chuyện bằng những hình ảnh kỳ quái, trừu tượng đã đạt đến tầm cao mà tôi chưa từng thấy trong một series Jump trước đây." Beckett cho rằng các thiết kế nhân vật và nét vẽ "thoạt nhìn hơi chung chung" nhưng khi "cuộc tàn sát ập đến" thì sê-ri "có phong cách rõ ràng và tầm nhìn nhất quán để có thể khiến người ta phải kinh ngạc." McNeil thì nói rằng phần thiết kế nhân vật ngoài Pochita và Chainsaw Man "không đáng nhớ" nhưng nét vẽ "thực sự tỏa sáng đối với những con quỷ ghê rợn, cảnh hành động và đặc biệt là máu me." Về phần thiết kế của quỷ, Dacey đã viết rằng một số "không hấp dẫn" và những tạo hình ấn tượng nhất "rõ ràng được thiết kế để gợi sự ghê tởm cho người đọc". Wolf thì nhấn mạnh rằng nghệ thuật của truyện "tốt hơn nội dung", nói thêm rằng hình ảnh, cảnh hành động và chiến đấu đã khiến cho bộ truyện hấp dẫn.

### Anime
Trên trang tổng hợp đánh giá Rotten Tomatoes, mùa đầu tiên của Chainsaw Man có 97% ý kiến tích cực dựa trên 89 bài đánh giá, với điểm số trung bình là 8/10. Mónica Marie Zorrilla của Inverse mô tả Chainsaw Man là "anime chiến đấu với quỷ" của năm 2022.Cô cũng ca ngợi sự tương phản của Denji đối với những nhân vật chính diện shōnen khác bởi mục tiêu của cậu chỉ đơn giản là "gái và đồ ăn".  Rafael Motamayor của IGN ca ngợi kỹ xảo điện ảnh, sự năng động của nhân vật và cách truyền tải những phân đoạn xúc động của Chainsaw Man. Anh cũng mô tả đây là sự kết hợp thành công giữa "phim hài, kinh dị và hành động tại thế giới thật", trái ngược với hầu hết các shōnen. IGN và Polygon bày tỏ sự khen ngợi các phân cảnh hành động và sự thay đổi đột ngột của bộ anime từ những phân đoạn cảm xúc sang "hơi hướng vị thành niên, khiếu hài tình dục những năm 2000", trong khi Polygon cũng dành lời khen cho 12 đoạn kết thúc khác nhau trong từng tập phim của anime.